# Brandon Brown
Brandon Brown (Tacoma, Washington; 14 de agosto de 1989), es un jugador de baloncesto estadounidense. Con 1,85 metros de estatura, juega en la posición de base.

## Trayectoria
Formado académica y deportivamente en Highland CC (2008-2010) y Montana Western (2010-2012). Tras no ser drafteado en 2012, comenzó su carrera profesional en Australia.
En la temporada 2013/14 se incorporó a las filas del Associação de Basquete Cearense, equipo de la Novo Basquete Brasil, en los que jugó 32 partidos y promedió 15.44 puntos por encuentro.
En la siguiente temporada seguiría en Brasil en las filas del Río Claro Basquete brasileño.
En 2015 da el salto a Europa para jugar en Polonia, en el que llegaría a jugar hasta en 4 equipos de la Polska Liga Koszykówki como Wilki Morskie Szczecin (2015-2016), Siarka Jezioro Tarnobrzeg (2016-2017), Turów Zgorzelec (2016-2017) y Trefl Sopot (2017-2018).
En 2016, tendría un breve paso por Chipre en las filas del Omonia BC en el que jugó 7 partidos y promedió 17.43 puntos por encuentro.
En la temporada 2018-19, jugaría en las filas del BK Balkan Botevgrad búlgaro en el que promedia 14.26 puntos por encuentro en los 35 partidos disputados en la Liga de Baloncesto de Bulgaria, además de 14 partidos de Copa Europea de la FIBA.
En la temporada 2019-20, se marcha a Rusia para jugar en el BC Nizhni Nóvgorod en el que juega 18 partidos de la VTB United League y 16 partidos de la Basketball Champions League promediando 13.50 y 14.05 puntos por encuentro respectivamente.
En mayo de 2020, se compromete con el Metropolitans 92 de la Liga Nacional de Baloncesto de Francia, para ponerse a las órdenes del técnico esloveno Jurij Zdovc.
En la temporada 2021-22, firma por el U-BT Cluj-Napoca de la Liga Națională rumana.
Aunque en julio de 2022 se incorporó al Peristeri de la A1 Ethniki de Grecia, unos meses después, más precisamente en septiembre, fue sustituido por el francés Sylvain Francisco.
El 10 de agosto de 2023, firma por el Zunder Palencia de la Liga Endesa de España. El 22 de diciembre de 2023, llega a un acuerdo para rescindir su contrato con el conjunto palentino.